# Saurauia leucocarpa
Saurauia leucocarpa là một loài thực vật thuộc họ Actinidiaceae. Đây là loài đặc hữu của México.